# Baloghy György (festő)
Baloghy György (angolul George Baloghy) (Budapest, 1950. április 20.–) új-zélandi magyar festőművész.

## Élete
Hétévesen, az 1956-os forradalom után érkezett családjával Új-Zélandra. Az aucklandi St Peter's College-ba járt, majd 1977-ben szerezte meg diplomáját az Aucklandi Egyetem Elam School of Fine Arts szépművészeti szakán. Azóta 28 nagyobb önálló kiállítása volt Új-Zélandon és Ausztráliában. Baloghy Aucklandben él és a Coromandel-félszigeten, a Hahei-parton van a műterme. Sok képe kötődik ezekhez a tájakhoz, pl. a külvárosból látható Mt. Eden vulkáni kúpjához, amit különböző szögből számtalanszor megfestett. 2007-ben a wellingtoni témájú képeiből csinált kiállítást.
Két díjat kapott a Queen Elizabeth Arts Council-tól: 1982-ben (QE2 Arts Council Studio Grant) és 1985-ben (QE2 Arts Council Travel Grant). 1980-ban Tokoroa-művészeti díjat kapott.

## Művészete
Első nagyobb kiállítása 1978-ban a Barry Lett Galleries-ban volt. Művészeti stílusát egyfajta realista ábrázolásnak lehet nevezni, drámai hatásokkal kiegészítve. A tájat mint modellt használja. Képei Új-Zéland számos múzeumában, mint például a Te Tapa Nemzeti Múzeumban, vagy az Aucklandi Városi Képtárban is megtalálhatók.
Munkássága szerepel az új-zélandi egyetemek kortárs szépművészeti tananyagában.

## Kiállításai

### Önálló kiállításai
- 1978 – Barry Lett Galleries (Auckland)
- 1979 – Barry Lett Galleries (Auckland)
- 1980 – Barry Lett galleries (Auckland)
- 1981 – Barry Lett galleries (Auckland)
- 1981 – Brooke/Gifford Gallery (Christchurch)
- 1982 – Denis Cohn Gallery (Auckland)
- 1982 – Hogarth Galleries (Sydney)
- 1983 – Denis Cohn Gallery (Auckland)
- 1983 – Louse Beale Gallery (Wellington)
- 1984 – Denis Cohn Gallery (Auckland)
- 1984 – CSA Gallery (Christchurch)
- 1985 – Denis Cohn Gallery (Auckland)
- 1988 – Portfolio Gallery (Auckland)
- 1989 – Portfolio Gallery (Auckland)
- 1990 – Louise Beale Gallery(Wellington)
- 1991 – RKS Art (Auckland)
- 1993 – Artis Gallery (Auckland)
- 1994 – Tinakori Gallery (Wellington)
- 1995 – Artis Gallery (Auckland)
- 1996 – Artis Gallery (Auckland)
- 1997 – Artis Gallery (Auckland)
- 2000 – Artis Gallery (Auckland)
- 2001 – Artis Gallery (Auckland)
- 2003 – Artis Gallery (Auckland)
- 2004 – Artis Gallery (Auckland)
- 2006 – Artis Gallery (Auckland)
- 2007 – Janne Land Gallery (Wellington)
- 2008 – Artis Gallery (Auckland)

### Csoportos kiállításai
- 1984 – New Image – az új-zélandi művészt aspektusai, utazó kiállítás
- 1994 – Montserrat Gallery, New York
- 2008 – Dickerson Gallery, Melbourne

## Külső hivatkozások
- George Baloghy honlapja
- Art New Zealand
- A Te Papa Tongarewa Múzeumban látható képei